# Anne Frank
Annelies Marie Frank (phát âm tiếng Đức: [ˈanəˌliːs maˈʁiː ˈʔanə ˈfʁaŋk] ⓘ, tiếng Hà Lan: [ˈɑnəˌlis maːˈri ˈʔɑnə ˈfrɑŋk]; 12 tháng 6 năm 1929 – k. tháng 2 năm 1945) là một nhà văn và tác giả hồi ký người Đức gốc Do Thái. Cô là một trong những nạn nhân người Do Thái được biết đến nhiều nhất trong cuộc tàn sát Holocaust. Tác phẩm Nhật ký Anne Frank, ghi chép lại cuộc đời của cô trong khi ẩn náu lúc Quân đội Đức Quốc xã chiếm đóng thời Chiến tranh thế giới thứ hai, là một trong những quyển sách nổi tiếng nhất thế giới, tạo cảm hứng cho nhiều vở diễn và tác phẩm điện ảnh sau này.
Sinh ra tại Frankfurt am Main, Đức, Anne lớn lên gần Amsterdam, Hà Lan. Sau khi Adolf Hitler lên nắm quyền vào tháng 1 năm 1933, gia đình Anne Frank rời Frankfurt đến Amsterdam để thoát khỏi sự truy đuổi của Đức Quốc xã. Vào năm 1941, cô bị tước đi tư cách công dân Đức và trở thành người không quốc tịch. Từ tháng 7 năm 1942, họ sống trốn tránh trong những căn phòng được ngụy trang, khi đó Anne 13 tuổi. Sau 2 năm, do bị chỉ điểm, gia đình Anne bị phát hiện và đưa tới trại tập trung của Đức Quốc xã. Vào tháng 2 hoặc tháng 3 năm 1945, khi cô 15 tuổi, Anne cùng chị gái Margot Frank mất tại trại Bergen-Belsen, chỉ vài tuần trước khi trại giải thể vào tháng 4.
Ông Otto Frank, cha của Anne, là người duy nhất trong nhóm sống sót trở về Amsterdam sau chiến tranh và tìm thấy nhật ký của cô con gái do Miep Gies lưu giữ. Ông đã quyết định cho xuất bản cuốn nhật ký bằng tiếng Hà Lan với tên Het Achterhuis: Dagboekbrieven van 12 Juni 1942 – 1 Augustus 1944 (Căn nhà phía sau: Những trang nhật ký từ 12 tháng 6 năm 1942 – 1 tháng 8 năm 1944) vào năm 1947. Phiên bản tiếng Anh của cuốn nhật ký ra mắt vào năm 1952 với tựa đề The Diary of a Young Girl, sau đó được chuyển thể sang hơn 60 ngôn ngữ khác nhau. Cuốn nhật ký mà Anne được tặng nhân dịp sinh nhật lần thứ 13, đã ghi lại cái nhìn của cô về những sự kiện xảy ra trong khoảng thời gian từ 12 tháng 6 năm 1942 đến 1 tháng 8 năm 1944.

## Tuổi thơ

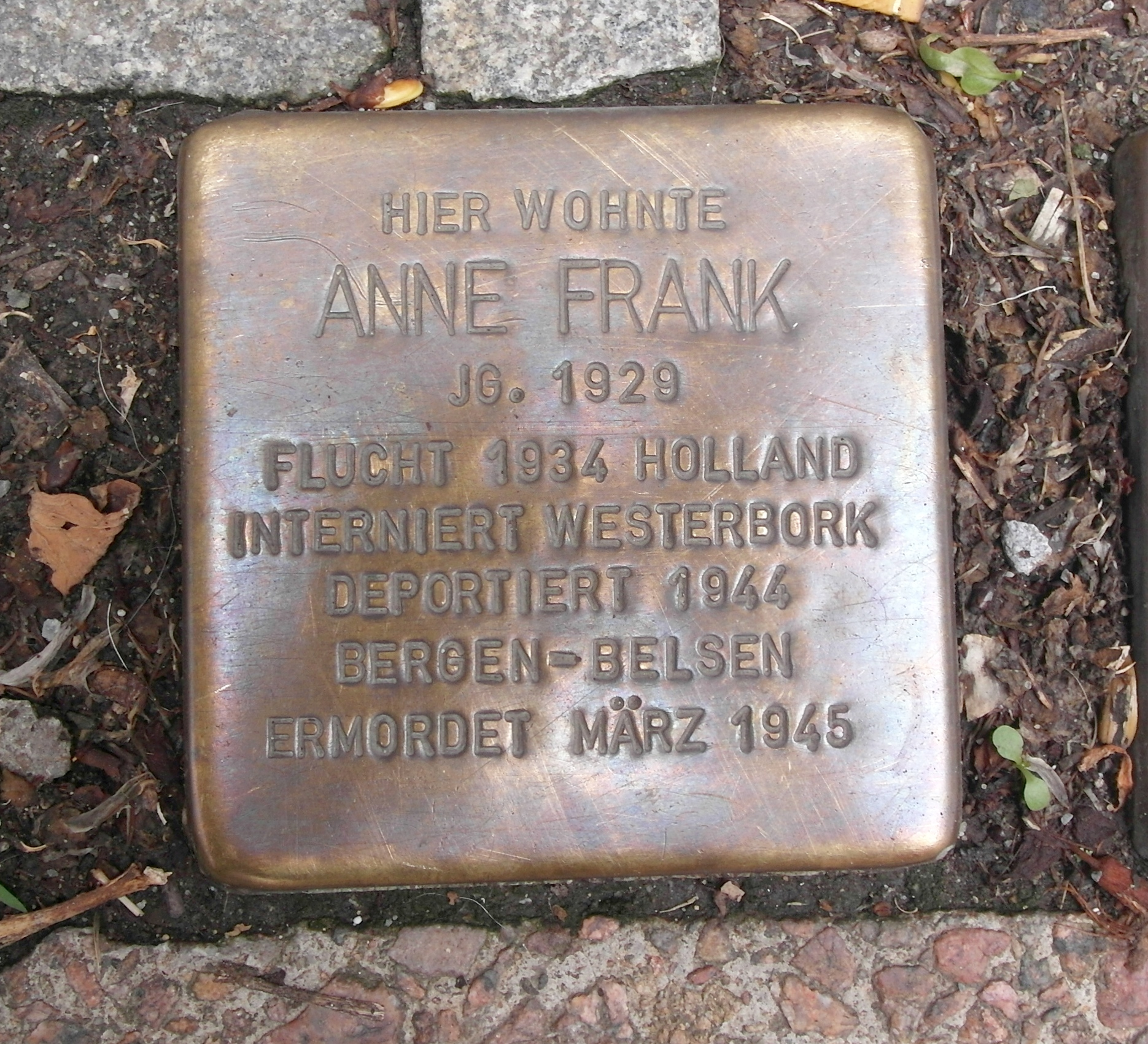
Hòn đá tưởng niệm Anne Frank trước ngôi nhà ở Aachen nơi Anne từng sống cùng người bà của mình.

Annelies hay Anneliese Marie Frank chào đời ngày 12 tháng 6 năm 1929 tại Frankfurt am Main (Đức), là con gái thứ hai của Otto Frank và Edith Frank-Holländer (1900–1945). Chị của Anne là Margot (1926–1945). Gia đình Frank là người Do Thái nhưng sống trong một cộng đồng có cư dân thuộc những chủng tộc khác. Hai cô bé lớn lên với bạn bè Do Thái, Công giáo và Kháng Cách. Gia đình Frank không tuân giữ mọi tập quán và truyền thống Do Thái giáo. Trong khi Edith Frank là một bà mẹ sùng đạo thì Otto Frank, một sĩ quan thời Chiến tranh thế giới thứ nhất được Quân đội Đức tặng thưởng huân chương, quan tâm nhiều hơn về học thuật và tạo một thư viện lớn cho gia đình; cả hai người đều khuyến khích con cái đọc sách.

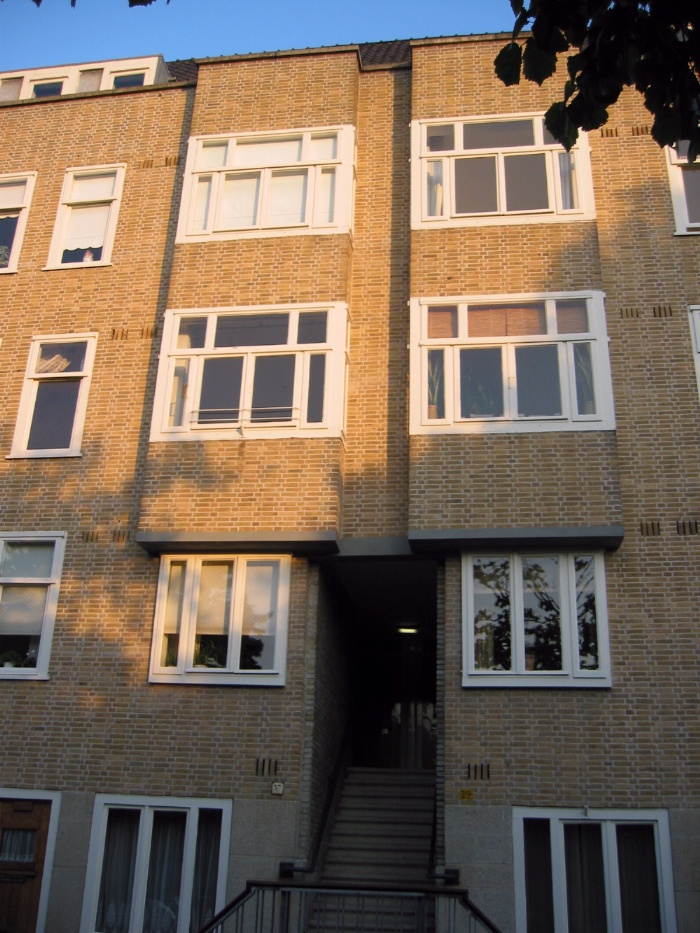
Chung cư trên đường Merwedeplein, nơi gia đình Frank sinh sống từ năm 1934 đến 1942

Ngày 13 tháng 3 năm 1933, Đảng Quốc xã của Adolf Hitler chiến thắng trong cuộc bầu cử hội đồng thành phố Frankfurt. Ngay tức khắc, bắt đầu xuất hiện các cuộc biểu tình bài Do Thái khiến gia đình Frank lo sợ cho số phận của mình nếu tiếp tục ở lại Đức. Edith đưa các con đến trú tại nhà của mẹ, Rosa Holländer, tại Aachen, một thành phố kế cận biên giới Bỉ và Hà Lan. Otto Frank ở lại Frankfurt cho đến khi nhận được lời đề nghị mở một công ty tại Amsterdam, ông đến đó để tổ chức công việc và chuẩn bị cho gia đình đến nơi ở mới.
Otto Frank làm việc cho công ty Opekta. Tháng 2 năm 1934, Edith và các con đến Amsterdam, hai cô bé đều được nhập học: Margot vào một trường công lập, còn Anne vào học tại trường Montesssori. Margot có năng khiếu với môn toán còn Anne ham mê đọc và viết. Margot là một cô bé nhã nhặn, kín đáo và chăm chỉ, còn Anne thì thẳng thắn, năng động và hướng ngoại. Năm 1938, Otto Frank mở một công ty mới Pectacon, buôn bán các loại thảo mộc, muối tẩy và gia vị hỗn hợp, dùng trong sản xuất xúc xích. Pectacon thuê Hermann van Pels làm tư vấn về gia vị. Năm 1939, mẹ của Edith đến sống với gia đình Frank cho đến khi bà qua đời vào tháng 1 năm 1942.
Tháng 5 năm 1940, người Đức xâm lăng Hà Lan, chính quyền chiếm đóng bắt đầu ngược đãi người Do Thái bằng cách áp dụng các luật lệ hạn chế và kỳ thị, sau đó là những biện pháp bắt buộc đăng ký để cô lập người Do Thái. Margot và Anne đạt thành tích xuất sắc trong học tập và có nhiều bạn bè, nhưng từ khi có quy định trẻ em Do Thái chỉ có thể theo học tại các trường Do Thái, hai cô bé phải chuyển trường.

## Những ngày được ghi lại trong nhật ký

### Trước khi ẩn trốn
Vào sinh nhật lần thứ mười ba, ngày 12 tháng 6 năm 1942, Anne được bố tặng một tập vở mà Anne chỉ cho bố thấy khi hai cha con đang ở trong một hiệu sách vài ngày trước đó. Khi nhận món quà từ bố là tập vở có bìa vải hai màu trắng đỏ với một khóa nhỏ, Anne quyết định dùng nó để viết nhật ký. Cô bắt tay viết ngay những trang đầu, miêu tả chính mình, gia đình, bạn bè, những ngày ở trường, những cậu bé cô thích và những nơi chốn cô thường đến trong khu dân cư cô đang sống. Ngay từ những dòng chữ đầu, phần lớn nói về đời học trò, Anne đã bắt đầu đề cập đến những thay đổi đáng quan ngại từ khi người Đức đến chiếm đóng. Ở vài chỗ, Anne miêu tả chi tiết sự đàn áp đang gia tăng như việc tất cả người Do Thái bị buộc phải mang dấu hiệu riêng là ngôi sao màu vàng khi họ ra ngoài, cùng những biện pháp hạn chế và bức hại đang phủ bóng đen lên cuộc sống của cộng đồng Do Thái tại Amsterdam.
Tháng 7 năm 1942, Margot Frank nhận một lệnh triệu tập từ Văn phòng Di cư Do Thái (Zentralstelle für jüdische Auswanderung) yêu cầu cô đến một trại lao động. Khi ấy, Anne được bảo cho biết về một kế hoạch Otto đã vạch sẵn cùng các nhân viên thân tín mà Edith và Margot đã biết trước đó, theo kế hoạch này gia đình cô sẽ đến ẩn trốn ở các căn phòng bên trong những cơ sở của công ty tại Prinsengracht, một con đường chạy dọc theo các kênh đào ở Amsterdam. Chính lệnh triệu tập này khiến gia đình Frank phải tiến hành kế hoạch ẩn trốn trước dự định.

### Sống trong Achterhuis
Sáng thứ Hai, ngày 6 tháng 7 năm 1942, gia đình Frank dời đến nơi ẩn náu. Căn hộ chung cư của họ bị xáo trộn để tạo ấn tượng rằng họ đã vội vàng bỏ trốn, Otto Frank để lại những ghi chép ngụ ý họ đến Thụy Sĩ. Để giữ bí mật họ buộc phải để lại con mèo Moortje của Anne. Khi ấy người Do Thái không được phép sử dụng các phương tiện giao thông công cộng, gia đình Frank phải đi bộ vài cây số, mặc trên mình nhiều lớp áo quần vì không dám mang xách hành lý. Achterhuis (tiếng Hà Lan nghĩa là phần sau của ngôi nhà) của gia đình Frank là chỗ ẩn náu ba tầng lầu ở cuối tòa nhà nơi Miep Gies sống công khai với gia đình của bà. Lối vào Achterhuis đặt trên dãy văn phòng của công ty Opekta. Tại lầu một, họ có hai phòng nhỏ với phòng tắm và phòng vệ sinh kế cận, ở tầng trên là một căn phòng lớn và một phòng nhỏ kề bên. Trong căn phòng nhỏ này có một chiếc thang dẫn lên căn phòng áp mái bí mật. Cửa vào Achterhuis được che chắn bằng một kệ sách. Đây là một tòa nhà cổ trông giống nhiều tòa nhà khác tọa lạc ở khu phía tây Amsterdam.

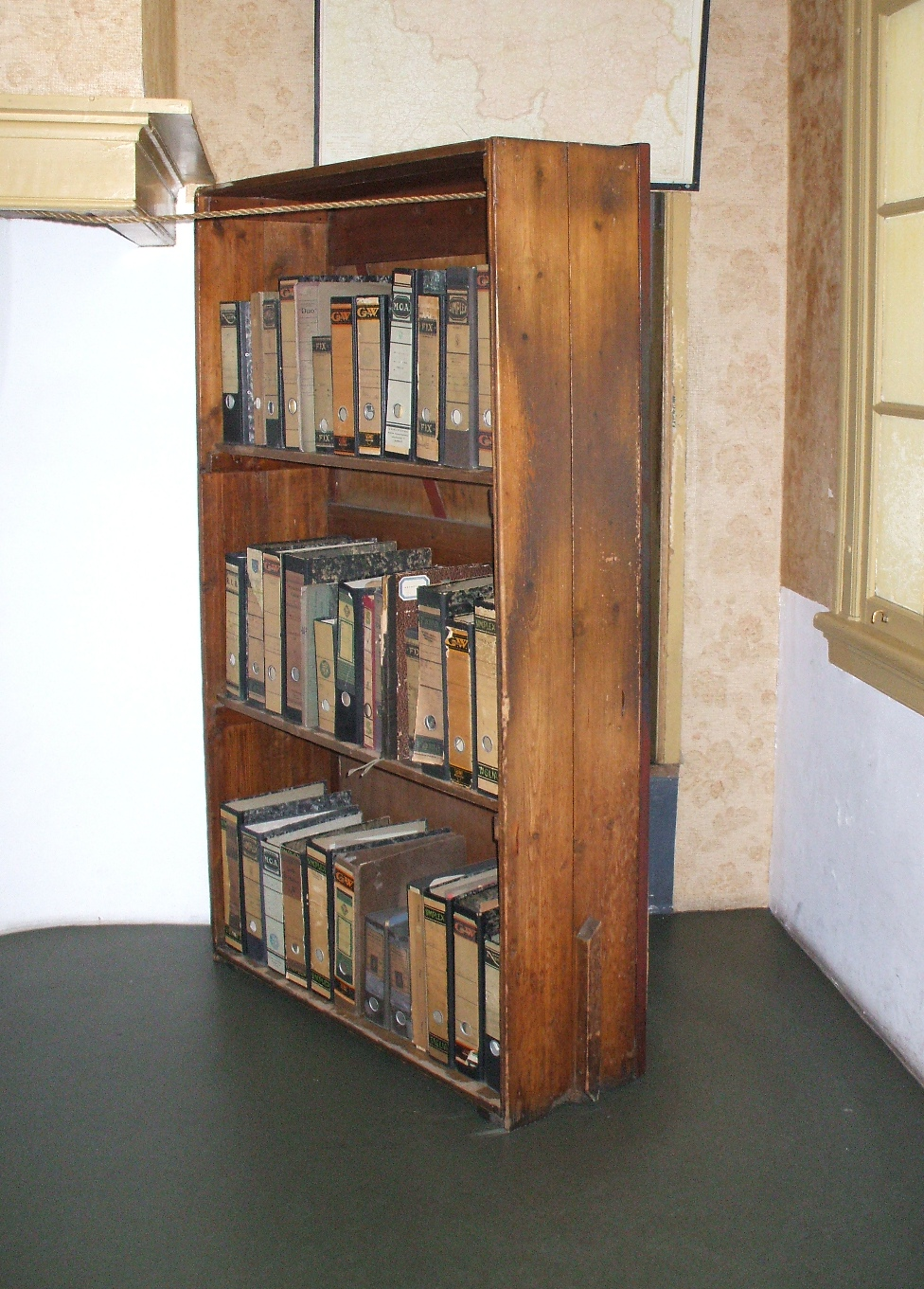
Hình ảnh tái hiện lại chiếc tủ sách che lối vào Secret Annex, tại Tòa nhà Anne Frank ở Amsterdam

Những nhân viên của Otto Frank biết chỗ ẩn náu của gia đình ông là Victor Kugler, Johannes Kleiman, Miep Gies và Bep Voskuijl, cùng với Jan Gies, chồng của Gies và Johannes Hendrik Voskuijl, cha của Voskuijl, là những người ra sức giúp đỡ gia đình Frank trong lúc này. Đối với các thành viên gia đình Frank, những người này là đường dây duy nhất liên lạc với thế giới bên ngoài, cung cấp tin tức về chiến cuộc và về tình trạng kinh tế. Họ đem đến những thứ cần dùng, các loại nhu yếu phẩm và bảo đảm sự an toàn mặc dù sứ mạng này ngày càng khó khăn hơn. Anne viết về lòng tốt cũng như những nỗ lực của họ khích lệ tinh thần gia đình cô suốt trong những ngày hết sức khó khăn này. Khi ra tay giúp đỡ gia đình Frank, mỗi người trong số họ đều biết rằng nếu bị phát hiện họ phải đối diện với án tử hình vì tội chứa chấp người Do Thái.
Cuối tháng 7, gia đình Frank có thêm những người khách mới thuộc gia đình Pels: Hermann, Auguste và cậu bé Peter mười sáu tuổi. Đến tháng 11, có thêm Fritz Pfeffer, một nha sĩ và là một người bạn của gia đình. Anne viết về niềm vui của cô khi có thêm những người bạn mới để trò chuyện, mặc dù cùng lúc cũng nảy sinh những khó khăn khi chỗ ở của họ trở nên chật chội vì quá đông người. Sau khi để Pfeffer ở chung phòng với cô, Anne mới nhận ra rằng ông Pfeffer thuộc mẫu người không thể chịu đựng nổi. Cô cũng bất hòa với Auguste van Pels, người mà cô miêu tả là một kẻ đần độn. Anne xem Hermann van Pels và Fritz Pfeffer là những người ích kỷ, nhất là khi liên quan đến các vấn đề ăn uống. Mối quan hệ với mẹ cô cũng trở nên căng thẳng, những dòng nhật ký cho thấy mẹ và con gái ngày càng xa cách. Nhưng về sau Anne nhận ra rằng sự bất đồng với mẹ chỉ là do những hiểu lầm mà phần lỗi chia đều cho cả hai, cô cũng bắt đầu hiểu ra rằng không nên chất thêm gánh nặng trên vai mẹ. Từ đó, Anne tỏ ra thông cảm và tôn trọng mẹ hơn. Dù đôi lúc có bất đồng với Margot, Anne cảm thấy một mối ràng buộc ngày càng thắt chặt hơn giữa cô và người chị. Tuy nhiên, tình cảm sâu đậm hơn hết Anne dành cho cha. Về sau, khi không còn e dè và bối rối giữa Anne và Peter van Pels, cô cậu trở nên thân tình hơn và từ đó nảy sinh tình cảm lãng mạn. Anne nhận nụ hôn đầu từ Peter van Pels, song tình cảm đắm đuối này phôi pha dần khi cô tự tra vấn mình xem đó có phải là cảm xúc thật hay chỉ là thứ tình cảm dành cho người đồng cảnh ngộ chia sẻ với nhau số phận của những con người đang bị giam cầm.
Margot và Anne đều nuôi hi vọng sẽ quay lại trường, do đó cả hai tiếp tục tự học. Margot theo học một khóa tốc ký hàm thụ dưới tên Bep Voskuij, cô nhận được điểm cao trong khóa học này. Margot cũng viết nhật ký nhưng người ta tin rằng quyển nhật ký này đã bị thất lạc.
Anne dành nhiều thì giờ để đọc sách, viết và hoàn chỉnh nhật ký. Không chỉ ghi chép lại những biến động trong cuộc sống, Anne còn ghi lại những cảm xúc, niềm tin và khát vọng của mình, những điều mà cô không biết thổ lộ cùng ai. Khi bị lôi cuốn nhiều hơn cũng như tự tin hơn khi cầm viết, và khi bắt đầu trở nên người trưởng thành, Anne quan tâm nhiều hơn đến các chủ đề trừu tượng như niềm tin vào Thiên Chúa và làm thế nào để nhận biết bản chất của con người. Cô tiếp tục duy trì thói quen viết nhật ký mỗi ngày cho đến những dòng chữ cuối cùng đề ngày 1 tháng 8 năm 1944.

## Bị bắt và qua đời
Buổi sáng ngày 4 tháng 8 năm 1944, Cảnh sát Đức (Grüne Polizei) ập vào nơi trú ẩn của gia đình Frank do một người chỉ điểm cho đến nay vẫn chưa biết danh tính. Chỉ biết đó là một công nhân trong nhà máy của ông Otto Frank; mỗi người Do Thái bị bắt trong căn nhà thì ông ta được nhận tiền tương đương 1,5 đô la Mỹ thời bấy giờ. Những người ẩn trốn bị ném vào xe tải để đem đi thẩm vấn. Victor Kugler bị bắt đi rồi sau đó vào tù, nhưng Miep Gies và Bep Voskuijl được tự do. Chính 2 người này trở lại Achterhuis và tìm thấy những trang nhật ký của Anne vung vãi trên sàn nhà. Họ nhặt chúng lại, cùng những tấm ảnh gia đình Frank, Gies giữ chúng để sau này trả lại cho Anne.

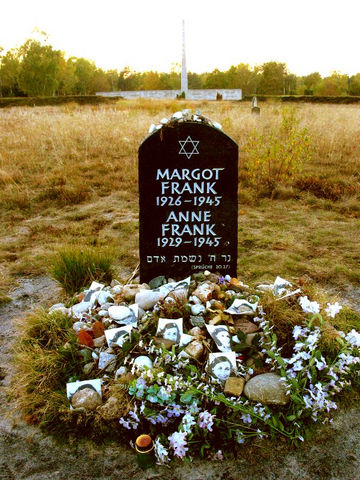
Ngôi mộ giả tưởng niệm Anne và Margot Frank tại địa điểm trước đây là Bergen-Belsen, với hoa và ảnh.

Họ bị giải đến trụ sở Gestapo và bị hỏi cung suốt đêm. Hôm sau, ngày 5 tháng 8, họ bị giải đến Huis van Bewaring (Trại giam), một nhà tù chật cứng người tại Weteringschans. 2 ngày sau, 8 người Do Thái bị đưa đến Westerbork, Hà Lan. Đây là trại chuyển tiếp, vào lúc ấy có đến hơn 100.000 người Do Thái đi qua trại này. Do bị bắt giữ lúc đang ẩn trốn, họ bị xem là tội phạm và bị gửi đến Trại Trừng giới (Punishment Barracks) để lao động khổ sai.
Ngày 3 tháng 9, 8 người này bị đưa đến trại tập trung Auschwitz. Sau 3 ngày đi đường, họ đến nơi và bị tách riêng theo giới tính; từ đó, những người đàn ông và đàn bà không bao giờ gặp mặt nhau lần nữa. Trong số 1019 người bị gửi tới trại, 549 người – tất cả là trẻ em dưới 15 tuổi – bị chọn ra để đối diện với cái chết trong những phòng hơi ngạt. Do đã 15 tuổi 3 tháng nên Anne được sống sót, mặc dù những người trú tại Achterhuis đều thoát khỏi kỳ thanh lọc này, Anne tin rằng cha cô đã bị giết.
Cùng những phụ nữ khác còn sống sót, Anne bị lột trần để tẩy trùng, cạo trọc đầu và xăm số tù trên cánh tay. Ban ngày họ phải lao dịch khổ sai như những nô lệ, ban đêm họ bị nhồi nhét vào những lán trại lạnh lẽo. Dịch bệnh thương hàn bùng phát mạnh mẽ, chẳng bao lâu trên da của Anne xuất hiện đầy những mụn ghẻ.
Ngày 28 tháng 10, lại thêm một đợt thanh lọc khi những nữ tù bị đưa đến trại Bergen-Belsen. Hơn 8.000 phụ nữ, trong đó có Anne, Margot và Auguste van Pels, bị đưa đi, nhưng mẹ của hai cô phải ở lại. Những lán trại được dựng lên vội vàng để chứa dòng người tù tội và khi số trại viên trở nên quá đông thì số tử vong vì bệnh tật cũng mau chóng tăng cao. Trong quãng thời gian ngắn ngủi này, Anne gặp lại hai người bạn, Hanneli Goslar (biệt danh "Lies" trong nhật ký của Anne) và Nanette Blitz, cả hai đều sống sót. Blitz thuật lại rằng khi ấy Anne bị rụng tóc, gầy hốc hác và run lẩy bẩy. Theo hồi ức của Goslar, mặc dù đang mắc bệnh, Anne rất lo lắng cho Margot mắc bệnh nặng hơn không thể đi nổi. Anne cũng nói với hai người bạn thân rằng cô nghĩ cha mẹ cô đã chết.
Đầu năm 1945, dịch sốt phát ban lây lan khắp trại cướp đi mạng sống của 17.000 tù nhân. Các bệnh khác, bao gồm cả sốt thương hàn, nhân cơ hội bùng phát. Những người sống sót thuật lại rằng Margot vì quá yếu đã rơi khỏi giường và chết vì suy nhược, lúc đó Anne cũng quá yếu nên không hề biết chị mình đã chết. Nhưng cô linh cảm được điều đó và nói rằng có lẽ chị mình đã chết. Vài ngày sau, Anne qua đời, khi đó cô mới 15 tuổi. Ngày chính xác mà Margot và Anne qua đời vẫn chưa được ghi lại. Hai chị em qua đời chỉ vài tuần trước khi binh lính Anh đến giải phóng trại vào ngày 15 tháng 4 năm 1945, theo nghiên cứu vào năm 2015 chỉ ra rằng họ có thể qua đời vào tháng 2. Trại tập trung bị thiêu rụi để dập dịch, còn thi thể của Anne và Margot bị chôn vùi trong một ngôi mộ tập thể, cho đến nay vẫn chưa xác định được địa điểm.
Sau chiến tranh, người ta ước tính có khoảng 110.000 người Do Thái bị trục xuất khỏi Hà Lan trong thời kỳ nước này bị Đức Quốc xã chiếm đóng, trong số họ chỉ có 5.000 người sống sót.

## Nhật ký Anne Frank

### Xuất bản
Sống sót sau chiến tranh, Otto Frank trở về Amsterdam để biết tin vợ ông đã chết và hai cô con gái bị đưa đến Bergen-Belsen. Ông vẫn nuôi hi vọng gặp lại con mình cho đến tháng 7 năm 1945 khi Hội Chữ Thập Đỏ xác nhận cái chết của Anne và Margot. Miep Gies tìm gặp Otto và đưa cho ông quyển nhật ký. Otto đọc nhật ký của con gái, ngạc nhiên vì không ngờ cô đã ghi lại chính xác các sự kiện diễn ra theo dòng thời gian. Xúc động vì khát vọng của cô con gái về nghiệp văn chương, Otto bắt đầu nghĩ đến việc cho xuất bản quyển nhật ký. Nhiều năm sau, khi được hỏi về quyết định ấy, ông chỉ trả lời "Chưa bao giờ tôi nhận ra rằng Anne bé bỏng của tôi lại sâu sắc đến thế".
Nhật ký của Anne khởi đầu như là một cách bày tỏ những cảm nghĩ riêng tư của cô bé, có vài lần cô viết rằng cô không muốn ai đọc chúng. Trải dài theo những trang giấy, Anne chân thật miêu tả cuộc sống của cô, gia đình cùng những người sống chung, và hoàn cảnh của họ, dần dà cô nhận ra nỗi đam mê viết lách và mong ước tác phẩm của mình được xuất bản. Mùa xuân năm 1944, Anne nghe được một chương trình phát thanh của Gerrit Bolkestein—một thành viên của Chính phủ Lưu vong Hà Lan—nói rằng khi chiến tranh chấm dứt, ông sẽ thiết lập một chương trình thu thập mọi ghi chép của người dân Hà Lan liên quan đến các hành động trấn áp trong thời kỳ chiếm đóng của người Đức. Khi ông đề cập đến việc xuất bản thư từ và nhật ký, Anne quyết định dành thì giờ cho công việc này cho đến khi có cơ hội. Cô bắt tay hoàn chỉnh những gì đã viết, sắp xếp lại các mục từ, viết lại một số đoạn, chuẩn bị cho việc xuất bản. Tập vở ban đầu của cô được bổ sung bởi những tập vở khác cùng những trang giấy rời. Anne bắt đầu đặt biệt danh cho những người sống chung và những người bạn đến giúp đỡ gia đình cô. Các thành viên trong gia đình Pels mang tên Hermann, Petronella và Peter van Daan, còn Fritz Pfeffer mang tên Albert Düssell. Otto Frank sử dụng bản gốc, còn gọi là "phiên bản A", cùng với bản biên tập, gọi là "phiên bản B", để cấu thành phiên bản đầu tiên được xuất bản. Ông cắt bỏ một vài đoạn nhắc đến vợ ông và những đoạn Anne bàn đến sự phát triển giới tính của cô. Dù phục hồi tên chính xác của các thành viên của gia đình ông, Otto duy trì những biệt danh Anne dùng để gọi những người khác. Ông đã xuất bản cuốn nhật ký lần đầu tiên tại Hà Lan với vài chục cuốn dành cho bạn bè và người thân với mục đích "lưu giữ lại những ký ức về gia đình" với tên gọi "Chái nhà bí mật" đúng theo nguyện vọng của Anne.
Otto đưa quyển nhật ký cho nhà sử học Annie Romein-Verschoor, người tìm cách xuất bản nhưng không thành công. Bà đưa quyển nhật ký cho chồng, Jan Romein, ông này cho đăng một bài tựa đề "Kinderstem" (Tiếng kêu của một em bé) trên nhật báo Het Parool đề ngày 3 tháng 4 năm 1946. Ông viết rằng quyển nhật ký "là những lời thốt ra từ một đứa trẻ, miêu tả số phận những người cố trốn tránh chế độ phát-xít, còn đậm nét hơn toàn bộ chứng cứ được đưa ra trong những phiên tòa ở Nuremberg". Bài viết thu hút sự chú ý của các nhà xuất bản và quyển nhật ký phát hành năm 1947, tái bản năm 1950. Ấn bản đầu tiên phát hành tại Mỹ năm 1952 dưới tên Anne Frank: The Diary of a Young Girl  (Anne Frank: Nhật ký của một cô gái trẻ). Một vở kịch dựa trên quyển nhật ký, kịch bản của Frances Goodrich và Albert Hackett, ra mắt tại Thành phố New York ngày 5 tháng 10 năm 1955, vở kịch này đoạt Giải Pulitzer dành cho Kịch nghệ. Đến năm 1959, cuốn phim Nhật ký Anne Frank là một thành công thương mại (thắng 3 giải Oscar) dù có nhiều phê phán. Theo dòng thời gian, quyển nhật ký ngày càng trở nên nổi tiếng, được đưa vào chương trình giảng dạy tại nhiều trường học, nhất là tại Hoa Kỳ, nhằm giới thiệu Anne Frank với các thế hệ mới.
Năm 1986, Viện Tư liệu Chiến tranh Quốc gia Hà Lan cho lưu hành cái gọi là "ấn bản phê phán" của quyển nhật ký với phần so sánh tất cả phiên bản đã được biên tập và chưa được biên tập của quyển nhật ký, kể cả phần tranh luận về tính xác thực của nó, cũng như các thông tin trong lịch sử liên quan đến gia đình Frank và quyển nhật ký.
Năm 1999, Cornelis Suijk—cựu giám đốc Tổ chức Anne Frank và chủ tịch Bảo tàng Tưởng niệm Holocaust Hoa Kỳ—tuyên bố rằng ông đang sở hữu năm trang nhật ký bị Otto Frank loại bỏ trước khi cho xuất bản, Sujk cho biết Otto Frank giao cho ông những trang nhật ký này trước khi từ trần năm 1980. Nội dung của chúng chứa đựng những nhận xét bi quan của Anne Frank về cuộc hôn nhân của cha mẹ cô, cũng như biểu thị sự thiếu vắng tình cảm của cô gái đối với mẹ. Đã bùng nổ những cuộc tranh cãi sau khi Suijk công bố quyền xuất bản những trang nhật ký này nhằm gây quỹ cho tổ chức của ông. Viện Tư liệu Chiến tranh Hà Lan, sở hữu chủ chính thức bản thảo của quyển nhật ký, yêu cầu thu hồi năm trang nhật ký này. Năm 2000, Bộ Giáo dục Văn hóa và Khoa học Hà Lan thỏa thuận một khoản tặng dữ[a] trị giá 300.000 USD dành cho tổ chức của Sujk để đổi lấy năm trang nhật ký. Giao dịch này được hoàn thành trong năm 2001. Từ lúc ấy, chúng được đem vào các ấn bản mới của quyển nhật ký.

### Vinh danh
Trong lời giới thiệu cho ấn bản đầu tiên tại Mỹ, Eleanor Roosevelt đã miêu tả Nhật ký Anne Frank là "một trong những lời nhận xét khôn ngoan và cảm động nhất về chiến tranh và tác động của chiến tranh đối với nhân loại mà tôi từng đọc". Năm 1961, John F. Kennedy nhắc đến Anne Frank trong một bài diễn văn khi ông nói, "Xuyên suốt dòng lịch sử đã có nhiều người nói đến nhân phẩm vào những thời điểm con người gánh chịu nhiều đau khổ và sỉ nhục, nhưng không tiếng nói nào có sức thuyết phục bằng tiếng nói của Anne Frank." Cũng trong năm ấy, Nhà văn Liên Xô Ilya Ehrenburg gọi Anne Frank là "tiếng nói đại diện cho sáu triệu người–tiếng nói ấy không phải của một nhà hiền triết hoặc một nhà thơ nhưng là của một bé gái bình thường".
Uy tín của Anne Frank trong tư cách là nhà văn và nhà nhân bản ngày càng tăng cao, cô được xem là biểu tượng của các nạn nhân cuộc thảm sát Holocaust, và trong ý nghĩa rộng lớn hơn, là đại diện cho những con người bị ngược đãi. Hillary Rodham Clinton, trong bài diễn văn nhận Giải thưởng Nhân đạo Elie Wiesel năm 1994 đã gọi Anne Frank là người "đánh thức chúng ta khỏi sự điên dại của lòng vô cảm và khỏi thảm họa đang phủ bóng trên thế hệ trẻ". Clinton ngụ ý những xung đột đẫm máu đang xảy ra tại Sarajevo, Somalia và Rwanda. Sau khi nhận giải thưởng nhân đạo năm 1994 từ Tổ chức Anne Frank, Nelson Mandela, trong một lần diễn thuyết tại Johannesburg, thuật lại rằng ông đã đọc nhật ký Anne Frank khi bị giam trong tù và "nhận được nhiều sự khích lệ từ tác phẩm này". Mandela so sánh cuộc chiến chống lại Quốc xã và cuộc đấu tranh của ông chống chủ nghĩa apartheid, và tìm thấy sự tương đồng giữa Quốc xã với chủ nghĩa apartheid với lời nhận xét "bởi vì chúng dối trá và bởi vì chúng từng và sẽ luôn luôn bị, thách thức bởi những người giống Anne Frank, chắc chắn chúng sẽ thất bại."
Trong phần kết cuốn tiểu sử Anne Frank, Miep Gies cố bác bỏ khái niệm cho rằng "Anne là biểu tượng của sáu triệu nạn nhân vụ tàn sát người Do Thái (Holocaust)", Gies viết: "Cuộc đời và cái chết của Anne là số phận của một cá nhân đơn lẻ, nhưng số phận thảm khốc này diễn ra sáu triệu lần. Anne không thể, cũng không nên, thay mặt cho những nạn nhân từng bị Quốc xã tước đoạt sinh mạng.... Dù vậy, số phận của cô giúp chúng ta thấu hiểu sự mất mát khủng khiếp mà thế giới phải gánh chịu từ vụ thảm sát này".
Melissa Müller, người viết tiểu sử Anne Frank, nhận xét rằng Anne viết nhật ký "một cách chính xác, tự tin và cần mẫn, nhất là chân thật đến độ đáng kinh ngạc". Phần lớn những trang nhật ký dành cho việc tìm hiểu về tính cách của những con người, cô tra xét kỹ lưỡng từng người một bằng cái nhìn thấu suốt và thẳng thắn. Đôi khi Anne tỏ ra khá tàn nhẫn và thường khi thiên vị, đặc biệt là phần nói về Fritz Pfeffer và về mẹ cô. Theo Müller, Anne đang trong giai đoạn chuyển tiếp lứa tuổi, và "tính đỏng đảnh của tuổi dậy thì" được thể hiện trên những trang chữ của cô. Anne tự tra xét mình và hoàn cảnh sống theo cung cách tra vấn, phân tích và phê phán, trong những lúc hoang mang, cô thường nhắc đến sự tranh chấp giữa Anne ngoan ngoãn mà cô luôn hướng đến với Anne tồi tệ mà cô tin là con người hiện tại của cô. Otto Frank nhắc lại lời giải thích của nhà xuất bản về lý do cuốn nhật ký được yêu thích rộng khắp với lời nhận xét, "ông ấy nói rằng nội dung quyển nhật ký bao trùm quá nhiều lãnh vực của cuộc sống đến nỗi mỗi độc giả đều có thể tìm thấy một điều gì đó làm cho người ấy xúc động".

### Phản bác
Khi Nhật ký Anne Frank được biết đến rộng rãi vào cuối thập niên 1950, cũng là lúc xuất hiện nhiều luận cứ chống lại quyển nhật ký, những phê phán đầu tiên đến từ Thụy Điển và Na Uy. Trong số những cáo buộc có công bố cho rằng tác giả quyển nhật ký là nhà văn người Mỹ, Meyer Levin (1905-1981), còn Anne Frank là một nhân vật không có thật.
Năm 1958, Simon Wiesenthal (1908-2005) một kỹ sư kiến trúc người Áo gốc Do Thái chuyên săn tìm những tội phạm Quốc xã—bị một nhóm người phản đối thách thức ông chứng minh sự hiện hữu của Anne Frank bằng cách tìm ra người đã bắt giữ Anne. Wiesenthal tìm gặp Kark Silberbauer năm 1963. Khi bị thẩm vấn, Silberbauer thừa nhận vai trò của mình cũng như nhận ra Anne Frank, nhờ một tấm ảnh, trong số những người bị bắt. Silberbauer cung cấp đầy đủ chi tiết về sự kiện và kể lại rằng ông đã mở tung một va li chứa đầy giấy tờ và vung vãi chúng trên sàn nhà. Lời khai của Silberbauer củng cố những lời chứng trước đó như lời chứng của Otto Frank.
Những người chống đối tiếp tục phổ biến quan điểm cho rằng tác giả quyển nhật ký không thể là một đứa bé, nhưng đây là một sản phẩm của hệ thống tuyên truyền ủng hộ người Do Thái và cáo buộc Otto Frank là kẻ lừa đảo. Năm 1959, Frank tiến hành các thủ tục pháp lý tại Lübeck chống lại Lothar Stielau, một giáo viên và từng là thành viên của tổ chức bán quân sự của Quốc xã, Đoàn Thanh niên Hitler. Trước đó Stielau ấn hành một bài viết phổ biến trong trường học miêu tả quyển nhật ký là một sản phẩm ngụy tạo. Kế đó, Heinrich Buddegerg, sau khi viết thư ủng hộ Stielau, đã cho đăng bài viết trên một nhật báo ở Lübeck. Sau khi kiểm tra quyển nhật ký, năm 1960 tòa án công nhận chữ viết hợp với nét chữ của Anne Frank và tuyên bố quyển nhật ký là xác thực. Sau khi Stielau xin rút lại quan điểm, Otto Frank cũng ngưng theo đuổi vụ kiện.
Năm 1976, Otto Frank kiện Heinz Roth ở Frankfurt vì đã phát hành một luận văn cho rằng quyển nhật ký là ngụy tạo. Quan tòa phán quyết nếu Roth tiếp tục phổ biến quan điểm trên sẽ bị phạt 500.000 mark Đức và 6 tháng tù. Roth kháng án nhưng qua đời năm 1978, một năm trước khi vụ án được đưa ra xét xử.
Sau khi Otto Frank qua đời năm 1980, bản gốc quyển nhật ký, gồm có những bức thư và những trang giấy rời, được di chúc để lại cho Viện Tư liệu Chiến tranh Hà Lan. Năm 1986, cơ quan này ủy nhiệm Bộ Tư pháp Hà Lan tiến hành một cuộc khảo sát pháp y quyển nhật ký. Sau khi so sánh chữ viết với các mẫu chữ có sẵn, kết quả khảo sát xác nhận là phù hợp, cũng như xác định rằng loại giấy, keo và mực là loại thông dụng vào thời điểm quyển nhật ký được viết. Nhận định sau cùng khẳng định tính xác thực của quyển nhật ký, những khám phá từ cuộc khảo sát này được ấn hành trong bản "Critical Edition" của quyển nhật ký. Ngày 23 tháng 3 năm 1990, Tòa án Khu vực Hamburg công nhận tính xác thực của quyển nhật ký.
Năm 1991, Robert Faurisson và Siegfried Verbeke xuất bản quyển "Nhật ký Anne Frank: Một Góc nhìn Phê phán", lập luận rằng Otto Frank đã viết quyển nhật ký, dựa trên luận cứ cho rằng có vài điểm mâu thuẫn trong nhật ký, việc ẩn náu của gia đình Frank trong Achterhuis là điều bất khả và văn phong cũng như chữ viết trong quyển nhật ký không thể là của một cô bé tuổi thiếu niên. Tháng 12 năm 1993, Tổ chức Nhà Anne Frank ở Amsterdam và Quỹ Anne Frank ở Basle tiến hành các thủ tục pháp lý xin cấm việc phổ biến quyển "Nhật ký Anne Frank: Một Góc nhìn Phê phán" tại Hà Lan. Ngày 9 tháng 12 năm 1998, Tòa án Khu vực Amsterdam đưa ra phán quyết cấm bác bỏ tính xác thực của quyển nhật ký và cấm phổ biến các văn kiện loại ấy, tuyên phạt 25.000 guilder cho mỗi lần vi phạm.

## Di sản

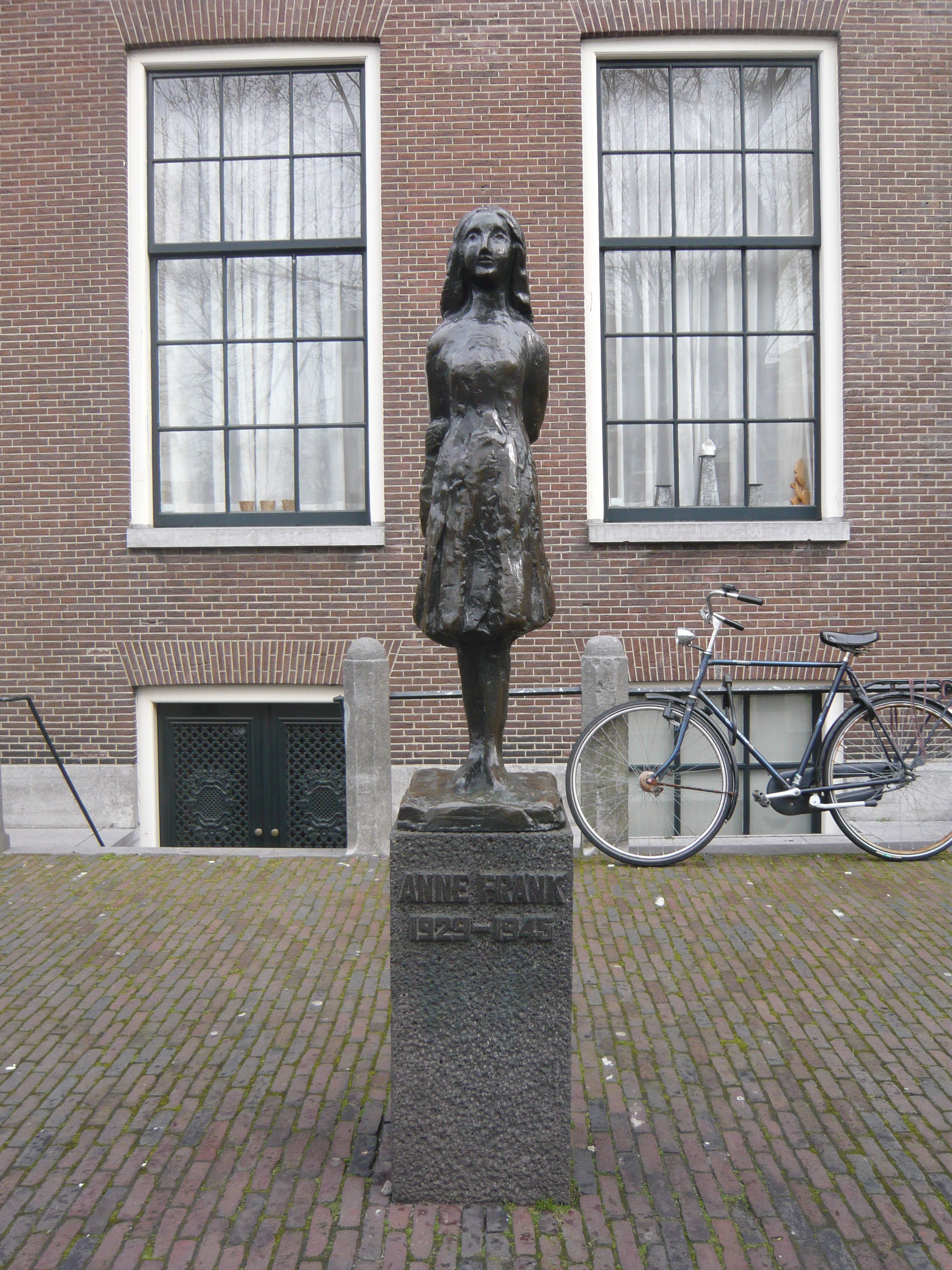
Bức tượng Anne Frank do nghệ sĩ Mari Andriessen thực hiện, đặt bên ngoài Westerkerk, Amsterdam.

Ngày 3 tháng 3 năm 1957, Otto Frank và một nhóm công dân thiết lập Tổ chức Anne Frank trong nỗ lực cứu tòa nhà Prinsengracht khỏi bị dỡ bỏ và biến nó thành địa điểm phục vụ cộng đồng. Tòa nhà Anne Frank mở cửa vào ngày 3 tháng 3 năm 1960, bao gồm dãy văn phòng và nhà kho của công ty Opekta cùng Acherhuis, nơi này không được trang trí lại để du khách có thể tự do đi từ phòng này sang phòng khác. Một số di vật cá nhân của những người từng sống trong tòa nhà như những bức ảnh các ngôi sao điện ảnh Anne đã dán trên tường, giấy dán tường trên đó Otto Frank ghi lại chiều cao của các cô con gái, và tấm bản đồ Otto Frank dùng để ghi dấu bước tiến quân của Lực lượng Đồng Minh, tất cả được bảo tồn bên trong những tấm kính trong suốt. Từ căn phòng nhỏ nơi Peter van Pels từng lưu trú có một hành lang kết nối tòa nhà với khu lân cận, nay cũng thuộc Tổ chức. Những tòa nhà này được dùng để trưng bày quyển nhật ký, cũng như các hiện vật trình bày các khía cạnh khác nhau của vụ thảm sát và những khảo sát đương đại về tình trạng phân biệt chủng tộc đang xảy ra tại nhiều nơi trên khắp thế giới. Đây là địa điểm thu hút nhiều du khách của Amsterdam, với hơn nửa triệu người tìm đến mỗi năm.
Năm 1997, Trung tâm giáo dục Anne Frank (Jugendbegegnungsstätte Anne Frank) mở cửa tại Dornbusch của Frankfurt, nơi Frank sống cùng gia đình đến năm 1934." Căn hộ Merwedeplein, nơi gia đình Frank sống từ năm 1933 đến 1942, là nơi sở hữu tư nhân cho đến những năm 2000. Teresien da Silva của Ngôi nhà Anne Frank và người anh em họ của Frank, Bernhard "Buddy" Elias đóng góp vào dự án hồi phục nơi này. Căn hộ mở cửa vào năm 2005. Tháng 6 năm 2007, "Buddy" Elias đóng góp 25.000 tư liệu gia đình đến Ngôi nhà Anne Frank. Trong đó bao gồm nhiều tấm ảnh của gia đình Frank chụp tại Đức và Hà Lan.
Năm 1963, Otto Frank và vợ Elfriede Geiringer-Markovits lập nên quỹ từ thiện Anne Frank Fonds, đặt tại Basel, Thụy Sĩ. Tháng 6 năm 1999, tạp chí Time phát hành một ấn bản đặc biệt "Time 100: Anh hùng & Thần tượng trong thế kỷ XX", với danh sách 100 chính khách, nghệ sĩ, nhà cải cách, khoa học gia và thần tượng. Anne Frank có tên trong danh sách này. Philip Roth gọi cô là "đứa con gái thất lạc" của Franz Kafka. Bảo tàng tượng sáp Madame Tussauds mở một triển lãm về Anne Frank vào 2012. Tiểu hành tinh Asteroid 5535 Annefrank được đặt theo tên cô vào 1995, sau khi tìm thấy vào 1942.
Theo thời gian, nhiều bộ phim về Anne Frank xuất hiện. Cuộc đời và tác phẩm của cô gây cảm hứng cho nhiều nghệ sĩ và nhà bình luận xã hội trong văn học, âm nhạc đại chúng, truyền hình và nhiều thể loại văn hóa khác. Bao gồm vở The Anne Frank Ballet (1959) của Adam Darius và Annelies, công diễn năm 2005. Thước phim duy nhất ghi lại Anne Frank thuộc về một cặp vợ chồng là hàng xóm của gia đình cô. Sau chiến tranh, hai người trao lại đoạn phim cho Ngôi nhà Anne Frank.

## Chú giải
• a)^  Tặng dữ là một món quà bất vụ lợi mà người này hiến trao cho người kia nhằm mục đích tạo ra thiện ích cho người nhận, chứ không phải cho người tặng

### Sách
- Barnouw, David; Van Der Stroom, Gerrold, biên tập (2003). The Diary of Anne Frank: The Revised Critical Edition. New York: Doubleday. ISBN 0-385-50847-6.
- Berryman, John (2000) [1999]. "The Development of Anne Frank". Trong Enzer, Hyman Aaron; Solotaroff-Enzer, Sandra (biên tập). Anne Frank: Reflections on her life and legacy. Urbana: University of Illinois Press. ISBN 978-0-252-06823-2.
- Bigsby, Christopher (2006). Remembering and Imagining the Holocaust: The Chain of Memory. New York: Cambridge University Press. ISBN 978-0-521-86934-8.
- Enzer, Hyman Aaron; Solotaroff-Enzer, Sandra, biên tập (ngày 20 tháng 12 năm 1999). Anne Frank: Reflections on Her Life and Legacy. Urbana: University of Illinois Press. ISBN 978-0-252-06823-2.
- Frank, Anne (1995) [1947]. Frank, Otto H.; Pressler, Mirjam (biên tập). Het Achterhuis [The Diary of a Young Girl – The Definitive Edition] (bằng tiếng Hà Lan). Massotty, Susan (dịch). Doubleday. ISBN 0-553-29698-1.; Phiên bản này mang nhiều nội dung chưa xuất hiện ở các phiên bản trước.
- Frank, Anne (1989). The Diary of Anne Frank, The Critical Edition. Netherlands State Institute for War Documentation. New York: Doubleday. ISBN 978-0-385-24023-9.
- Frank, Anne; Holmer, Per (2005). Anne Franks dagbok: den oavkortade originalutgåvan: anteckningar från gömstället 12 juni 1942 – 1 augusti 1944 [Anne Frank's Diary: The Unabridged Original Edition: Notes From the Hiding Place] (bằng tiếng Thụy Điển). Stockholm: Norstedt. ISBN 978-91-1-301402-9.
- Lee, Carol Ann (2000). The Biography of Anne Frank – Roses from the Earth. Luân Đôn: Viking Press. ISBN 978-0-7089-9174-9.
- Müller, Melissa (1999) [1998]. Das Mädchen Anne Frank [Anne Frank: The Biography] (bằng tiếng Đức). Kimber, Rita and Robert (dịch). New York: Henry Holt and Company. ISBN 978-0-7475-4523-1. OCLC 42369449.; Với ghi chú từ Miep Gies
- Müller, Melissa (2013) [1998]. Anne Frank: The Biography (bằng tiếng Đức). New York: Henry Holt and Company. ISBN 978-0-8050-8731-4.
- Prose, Francine (2009). Anne Frank: The Book, the Life, the Afterlife. New York: HarperCollins. ISBN 978-0-06-143079-4.
- Rosow, La Vergne (1996). Light 'n Lively Reads for ESL, Adult, and Teen Readers: A Thematic Bibliography. Englewood, Colo: Libraries Unlimited. tr. 156. ISBN 978-1-56308-365-5.
- Schloss, Eva (2013). After Auschwitz: A Story of Heartbreak and Survival by the Stepsister of Anne Frank. Luân Đôn: Hodder & Stoughton. ISBN 978-1-4447-6068-2.
- van der Rol, Ruud; Verhoeven, Rian (1995). Anne Frank – Beyond the Diary – A Photographic Remembrance. Langham, Tony & Peters, Plym (dịch). New York: Puffin. ISBN 978-0-14-036926-7.
- Westra, Hans; Metselaar, Menno; Van Der Rol, Ruud; Stam, Dineke (2004). Inside Anne Frank's House: An Illustrated Journey Through Anne's World. Woodstock: Overlook Duckworth. ISBN 978-1-58567-628-6.

### Trực tuyến
- "2003 Annual Report". Anne Frank Fonds. ngày 1 tháng 7 năm 2004. Bản gốc lưu trữ ngày 1 tháng 3 năm 2012. Truy cập ngày 18 tháng 4 năm 2012.
- "Biography – Anne Frank". Anne Frank Fonds. Bản gốc lưu trữ ngày 12 tháng 8 năm 2015. Truy cập ngày 19 tháng 6 năm 2013.
- "Anne Frank House, Annual Report 2005" (PDF). Anne Frank House. tháng 3 năm 2006. Bản gốc (PDF) lưu trữ ngày 16 tháng 2 năm 2008. Truy cập ngày 18 tháng 4 năm 2012.
- Barnauw, David; van der Stroom, Gerrold (ngày 25 tháng 4 năm 2003). "Who Betrayed Anne Frank?" (PDF). Netherlands Institute for War Documentation, Amsterdam. Lưu trữ (PDF) bản gốc ngày 31 tháng 10 năm 2007. Truy cập ngày 17 tháng 4 năm 2012.
- Bastow, Clem (ngày 2 tháng 5 năm 2013). "Anne Frank's diary isn't pornographic". Daily Life. Bản gốc lưu trữ ngày 5 tháng 5 năm 2013. Truy cập ngày 6 tháng 5 năm 2013.
- Bennett-Smith, Meredith (ngày 29 tháng 4 năm 2013). "Anne Frank's Diary Too 'Pornographic' For 7th-Grade Students, Claims Michigan Parent". Huffington Post. Truy cập ngày 3 tháng 5 năm 2013.
- Blumenthal, Ralph (ngày 10 tháng 9 năm 1998). "Five precious pages renew wrangling over Anne Frank". The New York Times. Truy cập ngày 17 tháng 4 năm 2012.
- Boretz, Carrie (ngày 10 tháng 3 năm 1995). "Anne Frank's Diary, Unabridged". New York Times. Truy cập ngày 3 tháng 5 năm 2013.
- "James Whitbourn: Annelies". Chester and Novello. Truy cập ngày 6 tháng 4 năm 2012.
- Clinton, Hillary (ngày 14 tháng 4 năm 1994). "Remarks by the First Lady, Elie Wiesel Humanitarian Awards, New York City". Clinton4.nara.gov. Bản gốc lưu trữ ngày 7 tháng 5 năm 2011. Truy cập ngày 17 tháng 4 năm 2012.
- Engel, Pamela (ngày 23 tháng 3 năm 2013). "Saplings from Anne Frank's Tree Take Root in US". Yahoo! News. Associated Press. Bản gốc lưu trữ ngày 3 tháng 12 năm 2013. Truy cập ngày 23 tháng 3 năm 2013.
- Faurisson, Robert (November–December 2000). "The Diary of Anne Frank: is it genuine?". Quyển 19 số 6. Journal of Historical Review. Truy cập ngày 18 tháng 4 năm 2012. {{Chú thích tạp chí}}: Chú thích magazine cần |magazine= (trợ giúp)
- Feldman, Ellen (February–March 2005). "Anne Frank in America". American Heritage. Quyển 56 số 1. Truy cập ngày 19 tháng 4 năm 2012.
- Ferguson, Kate Katharina (ngày 9 tháng 3 năm 2012). "Madame Tussauds Unveils Anne Frank Wax Figure". Der Spiegel. Berlin. Truy cập ngày 18 tháng 4 năm 2012.
- Gabbatt, Adam (ngày 2 tháng 10 năm 2009). "Holocaust Film footage of Anne Frank posted on YouTube". The Guardian. Luân Đôn. Truy cập ngày 6 tháng 4 năm 2012.
- Graver, Lawrence. "One Voice Speaks for Six Million: The uses and abuses of Anne Frank's diary". Yale Holocaust Encyclopedia. Yale University Press. Bản gốc lưu trữ ngày 17 tháng 6 năm 2009. Truy cập ngày 17 tháng 4 năm 2012.
- "Welcome to the Anne Frank educational centre". Jugendbegegnungsstätte Anne Frank. 2012. Bản gốc lưu trữ ngày 2 tháng 10 năm 2011. Truy cập ngày 12 tháng 9 năm 2012.
- Kreijger, Gilbert (ngày 20 tháng 11 năm 2007). "Dutch court saves Anne Frank tree from the chop". Reuters. Bản gốc lưu trữ ngày 26 tháng 9 năm 2015. Truy cập ngày 6 tháng 4 năm 2012.
- Laeredt, Angela (ngày 5 tháng 5 năm 1995). "Anne Frank: After the diary stopped". The Independent. Luân Đôn. Truy cập ngày 18 tháng 4 năm 2012.
- Levin, Meyer (ngày 15 tháng 6 năm 1952). "The Child Behind the Secret Door; An Adolescent Girl's Own Story of How She Hid for Two Years During the Nazi Terror". The New York Times Book Review. Truy cập ngày 17 tháng 4 năm 2012.
- Mandela, Nelson (ngày 15 tháng 8 năm 1994). "Address by President Nelson Mandela at the Johannesburg opening of the Anne Frank exhibition at the Museum Africa". African National Congress. Bản gốc lưu trữ ngày 3 tháng 12 năm 2007. Truy cập ngày 17 tháng 4 năm 2012.
- Marcuse, Harold (ngày 7 tháng 8 năm 2002). "Lessons from The Diary of Anne Frank". history.ucsb.edu. University of California, Santa Barbara. Truy cập ngày 17 tháng 4 năm 2012.
- Max, Arthur (ngày 25 tháng 6 năm 2007). "Anne Frank's Cousin Donates Family Files". The Washington Post. Associated Press. Truy cập ngày 18 tháng 4 năm 2012.
- McCrum, Robert (ngày 1 tháng 8 năm 2010). "Anne Frank: was her diary intended as a work of art?". The Guardian. Luân Đôn. Truy cập ngày 6 tháng 4 năm 2012.
- Michaelsen, Jacob B. (Spring 1997). "Remembering Anne Frank". Judaism: A Quarterly Journal of Jewish Life and Thought. Quyển 46 số 2. Bản gốc lưu trữ ngày 4 tháng 3 năm 2016. Truy cập ngày 17 tháng 4 năm 2006 – qua Questia.
- Morine, Suzanne (ngày 1 tháng 12 năm 2007). "People in Anne Frank's Life". Anne Frank Diary Reference.org. Bản gốc lưu trữ ngày 4 tháng 9 năm 2011. Truy cập ngày 17 tháng 4 năm 2012.
- "Nothospital". Gedenkstätten Bergen-Belsen (bằng tiếng Đức). Stiftung Niedersächsische Gedenkstätten. Bản gốc lưu trữ ngày 27 tháng 3 năm 2013. Truy cập ngày 23 tháng 7 năm 2013.
- O'Toole, Emer (ngày 2 tháng 5 năm 2013). "Anne Frank's diary isn't pornographic – it just reveals an uncomfortable truth". The Guardian. Truy cập ngày 3 tháng 5 năm 2013.
- "Anne Frank Tree Blown Down". Radio Netherlands. ngày 23 tháng 8 năm 2010. Bản gốc lưu trữ ngày 3 tháng 9 năm 2010. Truy cập ngày 17 tháng 4 năm 2012.
- Romein, Jan. "The publication of the diary: reproduction of Jan Romein's Het Parool article Kinderstem". Anne Frank Museum. Lưu trữ bản gốc ngày 29 tháng 4 năm 2007. Truy cập ngày 17 tháng 4 năm 2012.
- Rosenblatt, Roger (ngày 14 tháng 6 năm 1999). "The Diarist Anne Frank". Time. Bản gốc lưu trữ ngày 26 tháng 8 năm 2013. Truy cập ngày 17 tháng 4 năm 2012.
- Stevens, Mary (ngày 1 tháng 9 năm 1989). "2 videos recollect life in World War II". Chicago Tribune. Bản gốc lưu trữ ngày 8 tháng 8 năm 2012. Truy cập ngày 6 tháng 4 năm 2012.
- Stichting, Anne Frank. "Typhus". Betrayed. Anne Frank House. Lưu trữ bản gốc ngày 17 tháng 2 năm 2007. Truy cập ngày 17 tháng 4 năm 2012.
- Stichting, Anne Frank. "Publicity about Anne Frank and her Diary: Ten questions on the authenticity of the diary of Anne Frank". Anne Frank House. Lưu trữ bản gốc ngày 5 tháng 10 năm 2007. Truy cập ngày 17 tháng 4 năm 2012.
- Stichting, Anne Frank (ngày 20 tháng 9 năm 2005). "Reaction decease Simon Wiesenthal". Anne Frank House. Lưu trữ bản gốc ngày 30 tháng 10 năm 2007. Truy cập ngày 17 tháng 4 năm 2012.
- Stichting, Anne Frank. "What did Otto Frank do to counter the attacks on the authenticity of the diary? Question 7 on the authenticity of the diary of Anne Frank". Anne Frank House. Lưu trữ bản gốc ngày 21 tháng 10 năm 2007. Truy cập ngày 18 tháng 4 năm 2012.
- Stichting, Anne Frank. "Publicity about Anne Frank and her Diary: Legal rulings". Anne Frank House. Lưu trữ bản gốc ngày 13 tháng 10 năm 2007. Truy cập ngày 18 tháng 4 năm 2012.
- Thomasson, Emma; Balmforth, Richard (ngày 23 tháng 1 năm 2008). "Plan agreed to save Anne Frank tree from the axe". Reuters. Bản gốc lưu trữ ngày 25 tháng 9 năm 2015. Truy cập ngày 17 tháng 4 năm 2012.
- "Holocaust Encyclopedia – The Netherlands". The United States Holocaust Memorial Museum. Truy cập ngày 17 tháng 4 năm 2012.